# Alison Prince
Alison Prince (* 26. März 1931 in Beckenham, Greater London; † 12. Oktober 2019 auf der Isle of Arran) war eine britische Schriftstellerin und Drehbuchautorin.

## Leben
Alison Prince wurde 1931 in dem zum London Borough of Bromley gehörenden Distrikt Beckenham geboren. Sie wuchs im südlichen London auf und besuchte dort eine Mädchenschule. Nach ihrem Schulabschluss besuchte Prince für einen Studiengang die Slade School of Fine Art, fand danach jedoch nur Gelegenheitsjobs. Sie ging daher an die Goldsmiths University, wo sie ein Diplom als Lehrerin erhielt. Anschließend unterrichtete Prince an der Elliott School in Putney. Nachdem sie dort einen Lehrer geheiratet hatte und dreifache Mutter wurde, beendete Prince ihre Lehrtätigkeit. Nachdem die Ehe geschieden wurde betrieb Prince für acht Jahre eine kleine Farm in Suffolk.
Alison Prince begann ihre Laufbahn im Kinderfernsehen. So war sie unter anderem ab 1967 als Drehbuchautorin für die Stop-Motion-Fernsehserie Trumpton tätig. Ihr erstes Kinderbuch erschien 1968 unter dem Titel Joe and a Horse and other stories about Joe from ’Watch with Mother‘, welches ebenfalls auf einer Fernsehserie basierte. In den späten 1970ern verließ Prince das Fernsehen und war fortan ausschließlich als Autorin von Kinder- und Jugendbüchern tätig.
Für ihre Werke wurde Alison Prince mehrfach ausgezeichnet. So war sie unter anderem 1987 für einen Nestlé Smarties Book Prize nominiert. 1996 gewann sie für den Jugendroman The Sherwood Hero den Guardian Award und gehörte zu den Nominierten für den Angus Book Award des Jahres 2003 für ihr Werk Orangen, Mörder und ein Buch. 2005 wurde Prince von der University of Leicester mit einem Ehrendoktortitel ausgezeichnet. Sie blieb bis zu ihrem Tod als Schriftstellerin tätig. Zu ihren im deutschsprachigen Raum veröffentlichten Werken gehören unter anderem die 1989 und 1990 erschienenen Sammelbände Aus heiterem Himmel und Auf leisen Pfoten, die kurze Gruselgeschichten für Jugendliche beinhalten.
Alison Prince lebte auf der Isle of Arran und hatte vier Kinder, drei davon mit ihrem 1991 verstorbenen Ehepartner und ein Sohn aus einer vorherigen Beziehung. Sie starb nach längerer Krankheit am 12. Oktober 2019 im Alter von 88 Jahren.

## Werke (Auswahl)
- Haunted Children, 1982
  - dt. Aus heiterem Himmel: Gruselgeschichten ganz anders, 1989
- A Haunting Refrain, 1988
  - dt. Auf leisen Pfoten: Gruselgeschichten ganz anders, 1990
- Dear Del, 1999
  - dt. Liebe Liz, 2001
- Bird Boy, 2001
  - dt. Vogeljunge, 2002
- Oranges and Murder, 2002
  - dt. Orangen, Mörder und ein Buch, 2003

## Filmografie (Auswahl)
- 1967: Trumpton (Fernsehserie, 10 Folgen)
- 1967: Jackanory (Fernsehserie, 5 Folgen)
- 1966–1971: Joe (Fernsehserie, 26 Folgen)